# شان بات
شان بات (انگلیسی: Shaun Batt؛ زادهٔ ۲۲ فوریهٔ ۱۹۸۷) بازیکن فوتبال اهل بریتانیا است.
از باشگاه‌هایی که در آن بازی کرده‌است می‌توان به باشگاه فوتبال پیتربورو یونایتد، باشگاه فوتبال ایست تاروک یونایتد، باشگاه فوتبال کراولی تاون، باشگاه فوتبال لیتون اورینت، باشگاه فوتبال استیونج، باشگاه فوتبال میلوال، باشگاه فوتبال داگنم و ردبریج، باشگاه فوتبال بارنت، باشگاه فوتبال چزنت، و باشگاه فوتبال سنت آلبنز سیتی اشاره کرد.